# Saint-Germain-du-Salembre
Pour les articles homonymes, voir Saint-Germain.
Saint-Germain-du-Salembre est une commune française située dans le département de la Dordogne, en région Nouvelle-Aquitaine.

## Géographie

### Généralités
La commune de Saint-Germain-du-Salembre est localisée au centre-ouest du département de la Dordogne.
Toute une moitié ouest de la commune est située en forêt de la Double.
Le bourg de Saint-Germain-du-Salembre est situé, en distances orthodromiques, six kilomètres à l'ouest de Saint-Astier et quatorze kilomètres au nord-est de Mussidan, en rive droite du Salembre et au croisement des routes départementales 39, 41, 44 et 104.
Entre Douzillac et Neuvic, le sentier de grande randonnée GR 646 borde le territoire communal à l'est sur un kilomètre et demi et le traverse au sud sur deux kilomètres et demi.

### Communes limitrophes
Saint-Germain-du-Salembre est limitrophe de six autres communes. Son territoire est distant de 700 mètres de celui de Beauronne au sud-ouest et de 750 mètres de celui de Saint-Aquilin au nord-est.
|                    | Chantérac                 | Saint-Astier          |
| Saint-Jean-d'Ataux | Saint-Germain-du-Salembre | Saint-Léon-sur-l'Isle |
| Douzillac          |                           | Neuvic                |

### Géologie et relief

#### Géologie
Situé sur la plaque nord du Bassin aquitain et bordé à son extrémité nord-est par une frange du Massif central, le département de la Dordogne présente une grande diversité géologique. Les terrains sont disposés en profondeur en strates régulières, témoins d'une sédimentation sur cette ancienne plate-forme marine. Le département peut ainsi être découpé sur le plan géologique en quatre gradins différenciés selon leur âge géologique. Saint-Germain-du-Salembre est située dans le troisième gradin à partir du nord-est, un plateau formé de calcaires hétérogènes du Crétacé.
Les couches affleurantes sur le territoire communal sont constituées de formations superficielles du Quaternaire et de roches sédimentaires datant pour certaines du Cénozoïque, et pour d'autres du Mésozoïque. La formation la plus ancienne, notée c5b, date du Campanien 2, des calcaires crayo-marneux blanchâtres à grosses silicifications grises en alternance dures et tendres puis calcaire crayeux à glauconie. La formation la plus récente, notée CFp, fait partie des formations superficielles de type colluvions indifférenciées de versant, de vallon et plateaux issues d'alluvions, molasses, altérites. Le descriptif de ces couches est détaillé dans  la feuille « no 782 - Mussidan » de la carte géologique au 1/50 000 de la France métropolitaine, et sa notice associée.

Carte géologique de Saint-Germain-du-Salembre.

#### Relief et paysages
Le département de la Dordogne se présente comme un vaste plateau incliné du nord-est (491 m, à la forêt de Vieillecour dans le Nontronnais, à Saint-Pierre-de-Frugie) au sud-ouest (2 m à Lamothe-Montravel). L'altitude du territoire communal varie quant à elle entre 55 mètres au sud, à proximité de Neuvic-Gare, là où le Salembre quitte la commune pour entrer sur celle de Neuvic, et 184 mètres à l'extrême nord-est, près du lieu-dit Puymarsou, en limite de Saint-Astier.
Dans le cadre de la Convention européenne du paysage entrée en vigueur en France le 1er juillet 2006, renforcée par la loi du 8 août 2016 pour la reconquête de la biodiversité, de la nature et des paysages, un atlas des paysages de la Dordogne a été élaboré sous maîtrise d’ouvrage de l’État et publié en octobre 2020. Les paysages du département s'organisent en huit unités paysagères,. La commune fait partie de la Double, au sein de l'unité de paysage « La Double et le Landais », deux plateaux ondulés, dont la pente générale descend de l'est vers l'ouest. À l'est, les altitudes atteignent ainsi les 200 m pour les plus élevées (233 m au sud de Tocane-Saint-Apre). Vers l'ouest, le relief s’adoucit et les altitudes maximales culminent autour des 100 mètres. Les paysages sont forestiers aux horizons limités, avec peu de repères, ponctués de clairières agricoles habitées.
La superficie cadastrale de la commune publiée par l'Insee, qui sert de référence dans toutes les statistiques, est de 19,55 km2,,. La superficie géographique, issue de la BD Topo, composante du Référentiel à grande échelle produit par l'IGN, est quant à elle de 19,52 km2.

### Hydrographie

#### Réseau hydrographique
La commune est située dans le bassin de la Dordogne au sein du Bassin Adour-Garonne. Elle est drainée par la Beauronne, le Salembre, le Rieutord, le Roueix, le ruisseau de la Bataille et par divers petits cours d'eau, qui constituent un réseau hydrographique de 29 km de longueur totale,.
La Beauronne, d'une longueur totale de 18,12 km, prend sa source dans la commune de Saint-Vincent-de-Connezac ; son bras oriental se jette dans l'Isle en rive droite, en limite de Saint-Front-de-Pradoux et de Saint-Louis-en-l'Isle, face à Sourzac,. Elle borde très marginalement la commune au sud-ouest sur une centaine de mètres, face à Saint-Jean-d'Ataux.
Son affluent le Rieutord arrose l'ouest de la commune sur plus de trois kilomètres et lui sert majoritairement de limite territoriale en trois tronçons, face à Saint-Jean-d'Ataux.
Le Salembre, d'une longueur totale de 16,97 km, prend sa source dans la commune de Saint-Aquilin et se jette dans l'Isle en rive droite à Neuvic, au sud de Neuvic Gare. Il traverse la commune du nord-est au sud sur plus de sept kilomètres et demi et lui sert de limite naturelle sur près de quatre kilomètres, en deux tronçons, face à Chantérac au nord et Neuvic au sud.
Affluent de rive droite du Salembre, le Roueix borde la commune au nord sur près de 500 mètres, face à Chantérac.
Affluent de rive droite du Roueix, le ruisseau de la Bataille sert de limite territoriale sur plus d'un kilomètre et demi au nord, face à Chantérac.

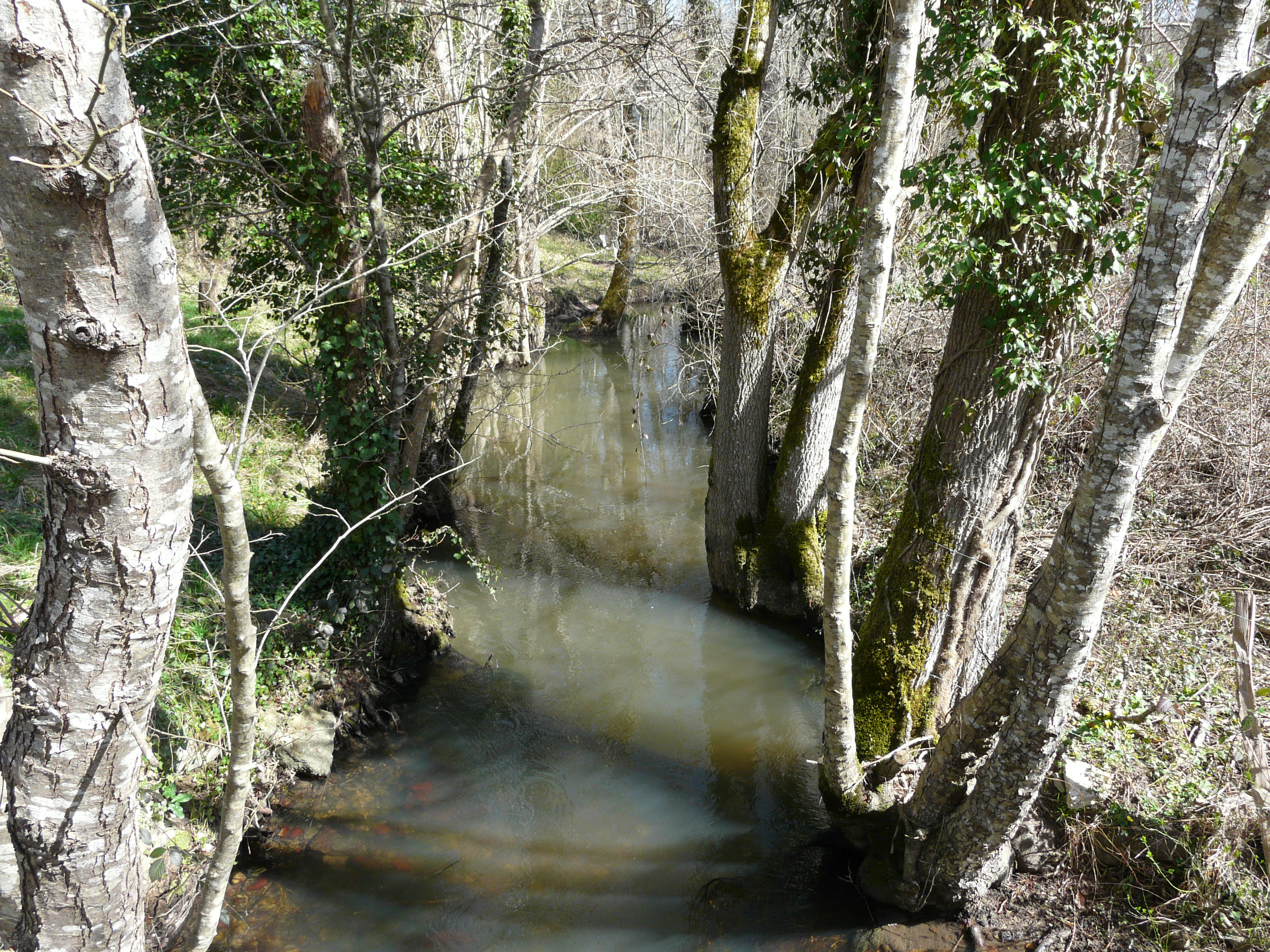
La Beauronne au lieu-dit les Planches, en limite de Saint-Jean-d'Ataux (à gauche) et Saint-Germain-du-Salembre.
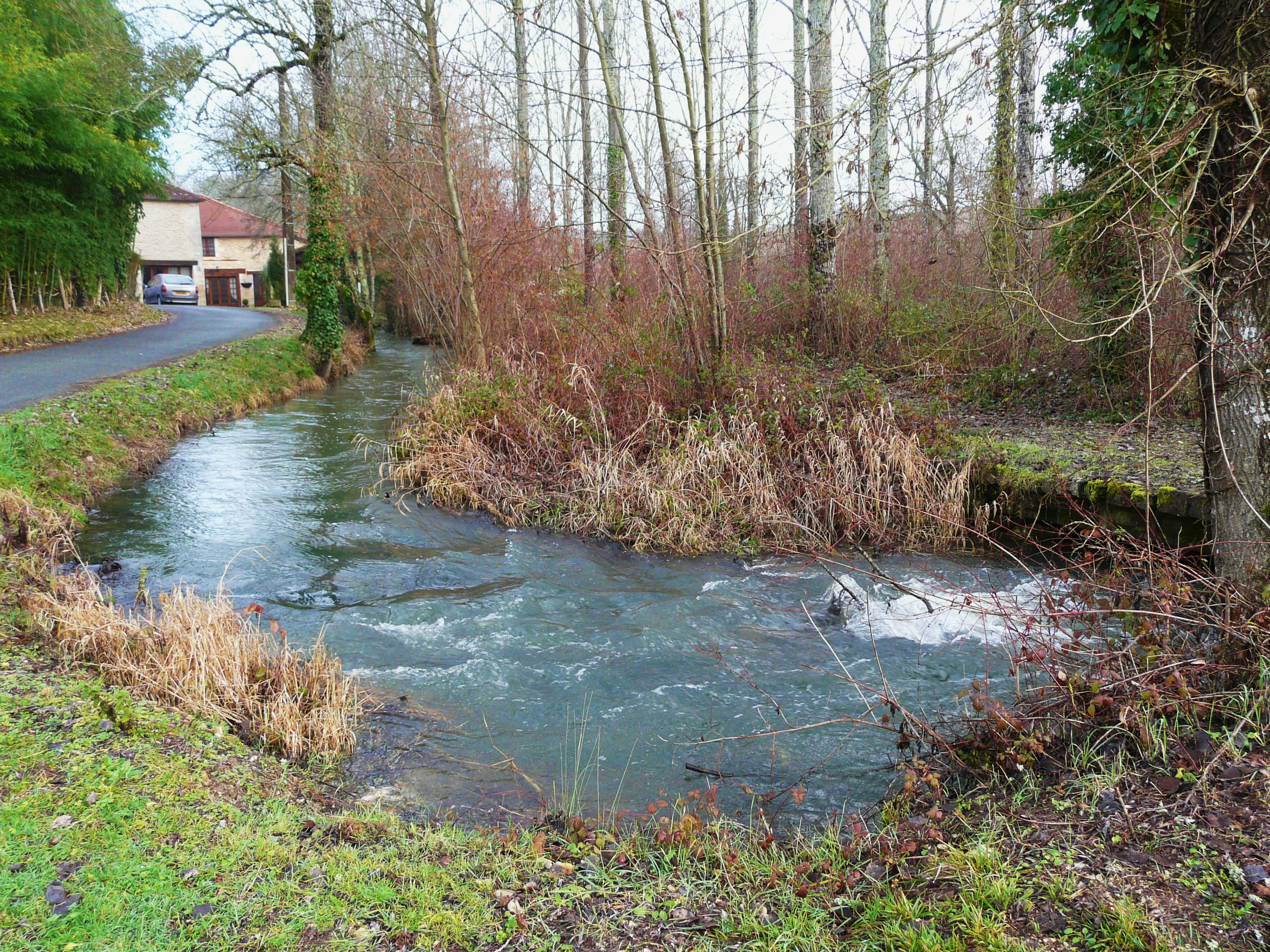
En amont de la RD 41, le Salembre en remontant vers les Jarissades.
Réseaux hydrographique et routier de Saint-Germain-du-Salembre.

#### Gestion et qualité des eaux
Le territoire communal est couvert par le schéma d'aménagement et de gestion des eaux (SAGE) « Isle - Dronne ». Ce document de planification, dont le territoire regroupe les bassins versants de l'Isle et de la Dronne, d'une superficie de 7 500 km2, a été approuvé le 2 août 2021. La structure porteuse de l'élaboration et de la mise en œuvre est l'établissement public territorial de bassin de la Dordogne (EPIDOR). Il définit sur son territoire les objectifs généraux d’utilisation, de mise en valeur et de protection quantitative et qualitative des ressources en eau superficielle et souterraine, en respect des objectifs de qualité définis dans le troisième SDAGE  du Bassin Adour-Garonne qui couvre la période 2022-2027, approuvé le 10 mars 2022.
La qualité des eaux de baignade et des cours d’eau peut être consultée sur un site dédié géré par les agences de l’eau et l’Agence française pour la biodiversité.

### Climat
Pour des articles plus généraux, voir Climat de la Nouvelle-Aquitaine et Climat de la Dordogne.
Historiquement, la commune est exposée à un climat océanique aquitain.  
En 2020, Météo-France publie une typologie des climats de la France métropolitaine dans laquelle la commune est exposée à un climat océanique altéré et est dans la région climatique  Aquitaine, Gascogne, caractérisée par une pluviométrie abondante au printemps, modérée en automne, un faible ensoleillement au printemps, un été chaud (19,5 °C), des vents faibles, des brouillards fréquents en automne et en hiver et des orages fréquents en été (15 à 20 jours).
Pour la période 1971-2000, la température annuelle moyenne est de 12,2 °C, avec  une amplitude thermique annuelle de 14,9 °C. Le cumul annuel moyen de précipitations est de 914 mm, avec 11,7 jours de précipitations en janvier et 6,9 jours en juillet. Pour la période 1991-2020, la température moyenne annuelle observée sur la station météorologique la plus proche, située sur la commune de Saint-Martin-de-Ribérac à 12 km à vol d'oiseau, est de 13,5 °C et le cumul annuel moyen de précipitations est de 916,6 mm,. Pour l'avenir, les paramètres climatiques de la commune estimés pour 2050 selon différents scénarios d’émission de gaz à effet de serre sont consultables sur un site dédié publié par Météo-France en novembre 2022.

## Urbanisme

### Typologie
Au 1er janvier 2024, Saint-Germain-du-Salembre est catégorisée commune rurale à habitat dispersé, selon la nouvelle grille communale de densité à 7 niveaux définie par l'Insee en 2022.
Elle est située hors unité urbaine et hors attraction des villes,.

### Occupation des sols
L'occupation des sols de la commune, telle qu'elle ressort de la base de données européenne d’occupation biophysique des sols Corine Land Cover (CLC), est marquée par l'importance des forêts et milieux semi-naturels (73,4 % en 2018), une proportion identique à celle de 1990 (73,4 %). La répartition détaillée en 2018 est la suivante : 
forêts (70,9 %), zones agricoles hétérogènes (23,2 %), zones urbanisées (3,2 %), milieux à végétation arbustive et/ou herbacée (2,5 %), prairies (0,2 %). L'évolution de l’occupation des sols de la commune et de ses infrastructures peut être observée sur les différentes représentations cartographiques du territoire : la carte de Cassini (XVIIIe siècle), la carte d'état-major (1820-1866) et les cartes ou photos aériennes de l'IGN pour la période actuelle (1950 à aujourd'hui).

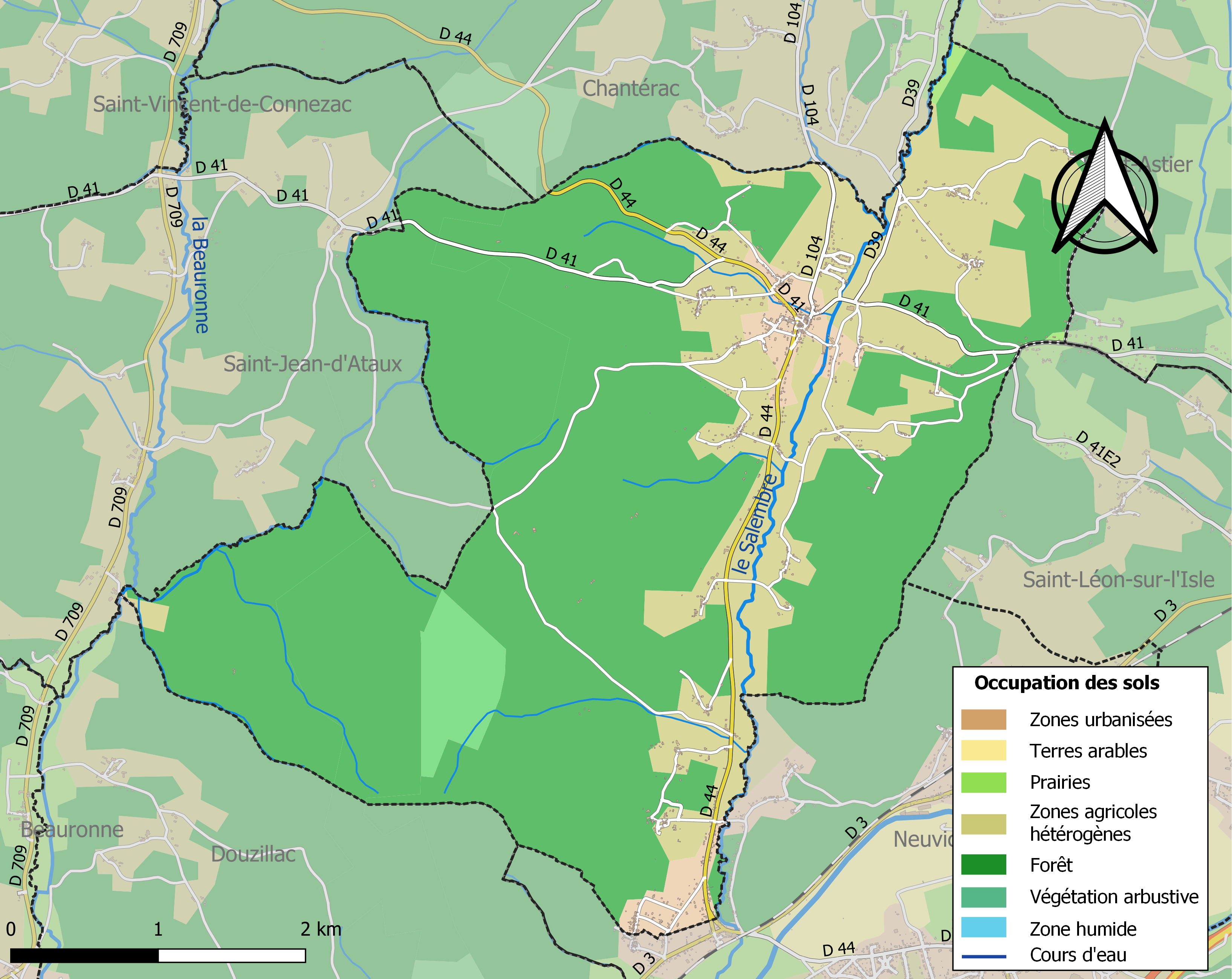
Carte des infrastructures et de l'occupation des sols de la commune en 2018 (CLC).

### Villages, hameaux et lieux-dits

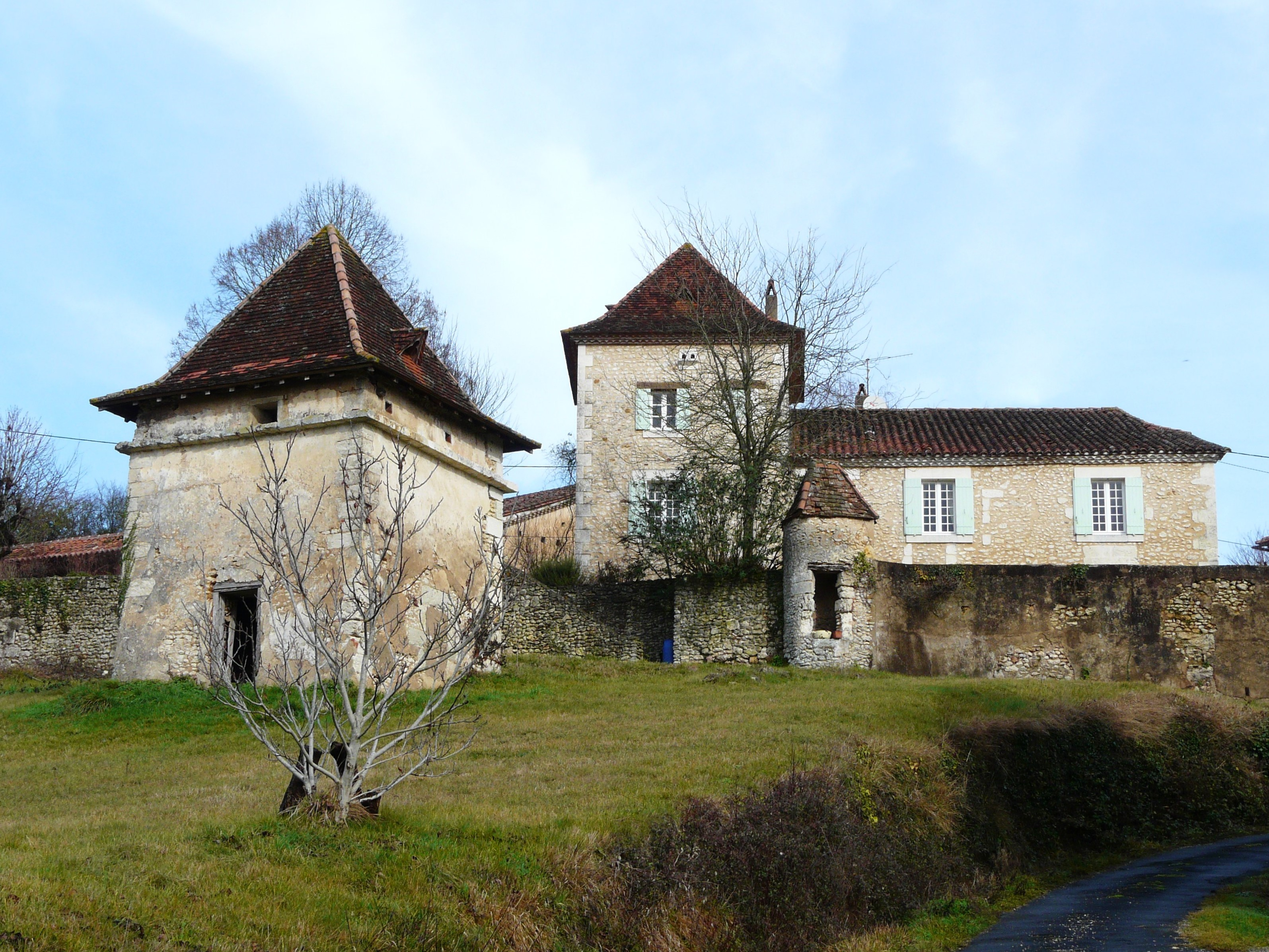
Pigeonnier au lieu-dit le Meynard.

Outre le bourg de Saint-Germain-du-Salembre proprement dit, le territoire se compose d'autres villages ou hameaux, ainsi que de lieux-dits :
- Auriac
- les Bernis
- le Bignac
- les Bombichoux
- la Boureille
- les Brandes
- les Bruyères
- la Cabane
- les Carrefours
- le Cavalot
- la Champelonie
- Château Merle
- Château Vert
- Clauds de Jaumarie
- les Clèdes
- les Combes
- la Confénerie
- la Côte
- la Croix du Maine
- l'Épinassou
- Espinasse
- les Essaynes
- l'Étang de l'Huile
- Étang de Taillefer
- Eygas-Vivas
- Fonclause
- la Font de Maillepot
- les Goudeix
- le Gounaud
- le Grand Bois
- les Grandes Terres
- la Grave
- les Jarissades
- le Jartouneix
- Jaumarie
- le Lac Canadier
- Lacaud
- le Maine
- la Maligne
- le Meynard
- la Mondille
- le Moulin de Faucheyroux
- le Moulin de Puyguiller
- la Pépinette
- les Peyrières
- Peyvieux
- Puyguiller
- Puymarsou
- Puynaugier
- Rens
- la Sablière
- la Servantie
- Soulet
- le Tauriac
- le Terme
- le Touron
- Touvent
- la Tranchée des Américains
- le Trou du Renard
- les Vignes de Capiteau

### Prévention des risques
Le territoire de la commune de Saint-Germain-du-Salembre est vulnérable à différents aléas naturels : météorologiques (tempête, orage, neige, grand froid, canicule ou sécheresse), inondations, feux de forêts, mouvements de terrains et séisme (sismicité très faible). Un site publié par le BRGM permet d'évaluer simplement et rapidement les risques d'un bien localisé soit par son adresse soit par le numéro de sa parcelle.
Certaines parties du territoire communal sont susceptibles d’être affectées par le risque d’inondation par débordement de cours d'eau, notamment le Salembre et la Beauronne. La commune a été reconnue en état de catastrophe naturelle au titre des dommages causés par les inondations et coulées de boue survenues en 1982 et 1999,.
Saint-Germain-du-Salembre est exposée au risque de feu de forêt. L’arrêté préfectoral du 14 mars 2013 fixe les conditions de pratique des incinérations et de brûlage dans un objectif de réduire le risque de départs d’incendie. À ce titre, des périodes sont déterminées : interdiction totale du 15 février au 15 mai et du 15 juin au 15 octobre, utilisation réglementée du 16 mai au 14 juin et du 16 octobre au 14 février. En septembre 2020, un plan inter-départemental de protection des forêts contre les incendies (PidPFCI) a été adopté pour la période 2019-2029,.

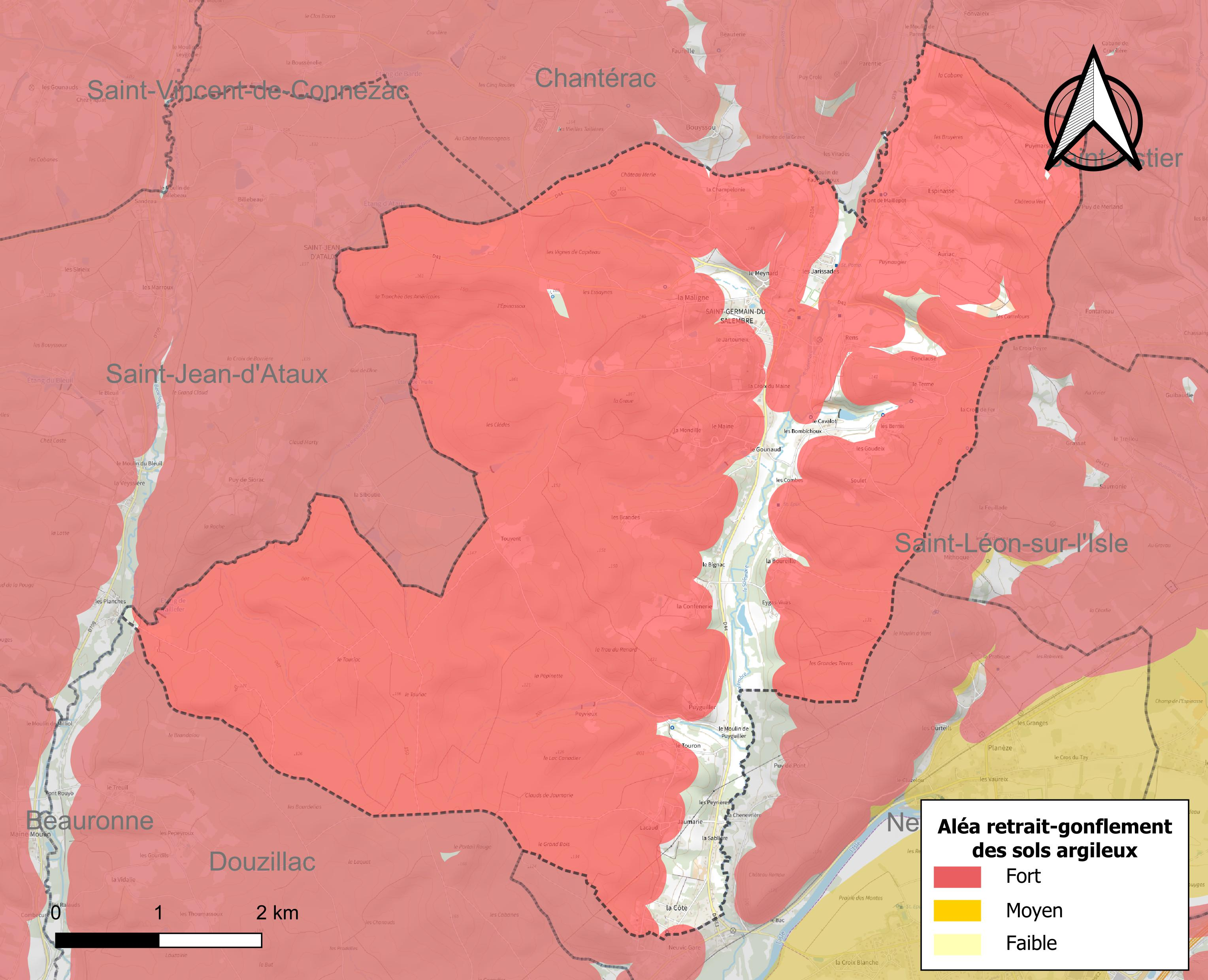
Carte des zones d'aléa retrait-gonflement des sols argileux de Saint-Germain-du-Salembre.

Les mouvements de terrains susceptibles de se produire sur la commune sont des tassements différentiels. Le retrait-gonflement des sols argileux est susceptible d'engendrer des dommages importants aux bâtiments en cas d’alternance de périodes de sécheresse et de pluie. 90,5 % de la superficie communale est en aléa moyen ou fort (58,6 % au niveau départemental et 48,5 % au niveau national métropolitain). Depuis le 1er octobre 2020, en application de la loi ÉLAN, différentes contraintes s'imposent aux vendeurs, maîtres d'ouvrages ou constructeurs de biens situés dans une zone classée en aléa moyen ou fort,.
La commune a été reconnue en état de catastrophe naturelle au titre des dommages causés par la sécheresse en 1989, 1996, 2005 et 2011 et par des mouvements de terrain en 1999.

## Toponymie
La première mention écrite connue du lieu date de l'an 1104 et se rapporte à son église, sous la forme Sanctus Germanus de Salembre.
Sur la carte de Cassini représentant la France entre 1756 et 1789, le village est identifié sous le nom de Saint Germain du Salambre.
La première partie du nom de la commune fait référence à saint Germain d'Auxerre. La seconde partie correspond au Salembre, le cours d'eau qui arrose le territoire communal du nord-est au sud.
En occitan, la commune se nomme Sent Gèrman de Salembre.

## Histoire
Le territoire communal a été occupé dès la Préhistoire comme le prouvent plusieurs gisements. Des traces d'une villa gallo-romaine y ont également été mis au jour. Le lieu pourrait correspondre au Calembrio de la table de Peutinger.
Le 27 juillet 1944, les Allemands, renforcés de la Légion nord-africaine, tuent vingt-neuf résistants, fusillent quatre habitants et incendient le village d'Espinasse. Les résistants faisaient partie du maquis des Francs-tireurs et partisans (FTP) du camp de Virolle(s) (commune de Saint-Étienne-de-Puycorbier) sur le lieu duquel a été érigé un mémorial de la Résistance.

## Politique et administration

### Rattachements administratifs et électoraux
Dès 1790, la commune de Saint-Germain-du-Salembre est rattachée au canton de Neuvic qui dépend du district de Montpon puis du district de Mussidan jusqu'en 1795, date de suppression des districts. En 1801, le canton est rattaché à l'arrondissement de Ribérac, puis à l'arrondissement de Périgueux en 1926, date à laquelle est supprimé l'arrondissement de Ribérac.
Dans le cadre de la réforme de 2014 définie par le décret du 21 février 2014, ce canton disparaît aux élections départementales de mars 2015. La commune est alors rattachée au canton de la Vallée de l'Isle.

### Intercommunalité
Fin 2003, Saint-Germain-du-Salembre intègre dès sa création la communauté de communes de la Vallée du Salembre. Celle-ci est dissoute au 31 décembre 2013 et remplacée au 1er janvier 2014 par la communauté de communes Isle Vern Salembre en Périgord.

### Administration municipale
La population de la commune étant comprise entre 500 et 1 499 habitants au recensement de 2017, quinze conseillers municipaux ont été élus en 2020,.

### Liste des maires
| Période                                  | Période   | Identité                      | Étiquette | Qualité                                                                                                |
| ---------------------------------------- | --------- | ----------------------------- | --------- | --- |
| Les données manquantes sont à compléter. |           |                               |           | |
| 1790                                     | 1790      | Adrien Maigne                 |           | |
| 1790                                     | 1790      | Pierre George                 |           | |
| 1790                                     | 1791      | Charles Dujarric              |           | |
| 1791                                     | 1795      | François Maigne               |           | |
| 1795                                     | 1795      | Neveu Lachèze                 |           | |
| 1795                                     | 1805      | Pierre Poumiès de la Siboutie |           | Juge de paix de Neuvic-sur-l'Isle                                                                      |
| 1805                                     | 1808      | Sicaire Magne                 |           | |
| 1808                                     | 1816      | Pierre Poumiès de la Siboutie |           | Juge de paix de Neuvic-sur-l'Isle                                                                      |
| 1816                                     | 1833      | Sicaire Magne                 |           | |
| 1833                                     | 1847      | Louis Magne                   |           | |
| 1847                                     | 1848      | Cellerier                     |           | |
| 1848                                     | 1855      | Louis Magne                   |           | |
| 1855                                     | 1856      | Mareille                      |           | |
| 1856                                     | 1870      | J. Faure                      |           | |
| 1870                                     | 1872      | F. Ladevi-Roche               |           | |
| 1872                                     | 1874      | Pierre-Gustave Lachaize       |           | |
| 1874                                     | 1881      | Jean Petit                    |           | |
| 1881                                     | 1894      | F. Ladevi-Roche               |           | |
| 1894                                     | 1898      | Pierre-Gustave Lachaize       |           | |
| 1898                                     | 1912      | Pierre-Henri Brugeassou       |           | |
| 1912                                     | 1926      | Raymond Lachaize              |           | |
| 1926                                     | 1941      | Arnaud Doche                  |           | |
| 1941                                     | 1944      | Sicaire Loiseau               |           | Président de la délégation spéciale                                                                    |
| 1944                                     | 1947      | Albert Bourland               |           | |
| 1947                                     | 1953      | Roger Marachet                |           | |
| 1953                                     | 1959      | Jean Perrier                  |           | |
| 1959                                     | 1972      | Jean Faure                    |           | |
| 1972                                     | mars 2008 | André Daix                    | PCF       | Artisan plombier couvreur, président de la communauté de communes de la Vallée du Salembre (2003-2008) |
| mars 2008                                | mai 2020  | Jean-Yves Rohart              | DVG       | Banquier chargé de clientèle                                                                           |
| mai 2020                                 | En cours  | Sandra Pinheiro Paillot       |           | |

## Équipements et services publics

### Justice
En 2023, dans le domaine judiciaire, Saint-Germain-du-Salembre relève : 
- du tribunal judiciaire, du tribunal pour enfants, du conseil de prud'hommes et du tribunal de commerce de Périgueux ;
- du pôle Nationalité du tribunal judiciaire de Périgueux (compétent uniquement dans le domaine de la nationalité) ;
- de la cour d'appel, du tribunal administratif et de la  cour administrative d'appel de Bordeaux.

## Population et société

### Démographie
Les habitants de Saint-Germain-du-Salembre se nomment les Salembrais.
L'évolution du nombre d'habitants est connue à travers les recensements de la population effectués dans la commune depuis 1793. Pour les communes de moins de 10 000 habitants, une enquête de recensement portant sur toute la population est réalisée tous les cinq ans, les populations de référence des années intermédiaires étant quant à elles estimées par interpolation ou extrapolation. Pour la commune, le premier recensement exhaustif entrant dans le cadre du nouveau dispositif a été réalisé en 2006.

En 2022, la commune comptait 906 habitants, en évolution de −2,89 % par rapport à 2016 (Dordogne : +0,37 %, France hors Mayotte : +2,11 %).
| 1793  | 1800 | 1806 | 1821  | 1831 | 1836 | 1841 | 1846 | 1851 |
| ----- | ---- | ---- | ----- | ---- | ---- | ---- | ---- | ---- |
| 1 096 | 963  | 989  | 1 002 | 901  | 861  | 892  | 906  | 895  |

| 1856 | 1861 | 1866 | 1872 | 1876 | 1881 | 1886 | 1891 | 1896 |
| ---- | ---- | ---- | ---- | ---- | ---- | ---- | ---- | ---- |
| 877  | 892  | 886  | 794  | 791  | 768  | 799  | 749  | 692  |

| 1901 | 1906 | 1911 | 1921 | 1926 | 1931 | 1936 | 1946 | 1954 |
| ---- | ---- | ---- | ---- | ---- | ---- | ---- | ---- | ---- |
| 687  | 664  | 634  | 650  | 690  | 672  | 699  | 713  | 786  |

| 1962 | 1968 | 1975 | 1982 | 1990 | 1999 | 2006 | 2011 | 2016 |
| ---- | ---- | ---- | ---- | ---- | ---- | ---- | ---- | ---- |
| 823  | 790  | 837  | 837  | 787  | 762  | 819  | 910  | 933  |

| 2021 | 2022 | - | - | - | - | - | - | - |
| ---- | ---- | - | - | - | - | - | - | - |
| 920  | 906  | - | - | - | - | - | - | - |

## Économie

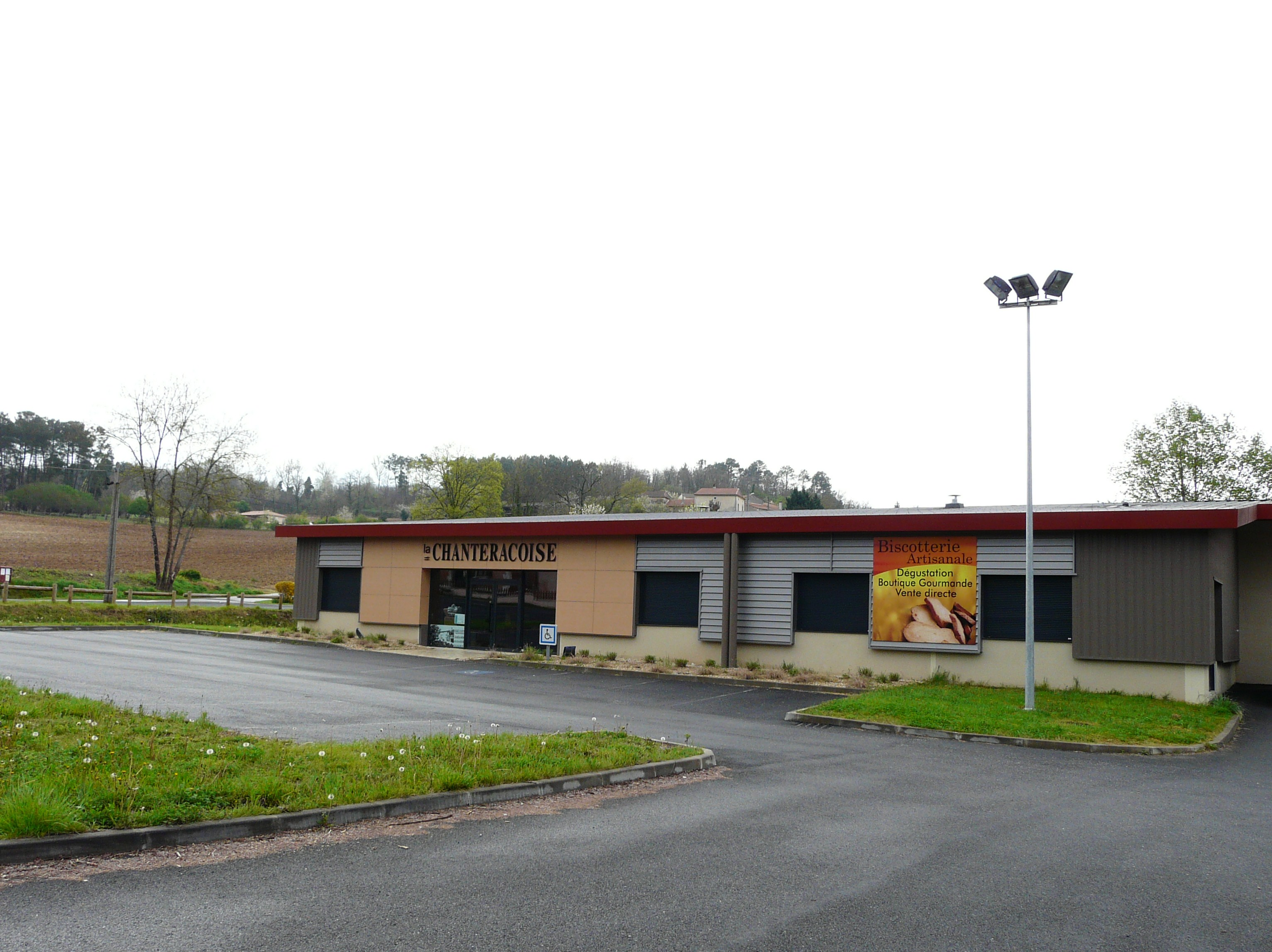
Les locaux de « La Chanteracoise » en 2014.

### Emploi
En 2015, parmi la population communale comprise entre 15 et 64 ans, les actifs représentent 384 personnes, soit 41,2 % de la population municipale. Le nombre de chômeurs (soixante) a presque doublé par rapport à 2010 (trente-cinq) et le taux de chômage de cette population active s'établit à 15,6 %.

### Établissements
Au 31 décembre 2015, la commune compte cinquante-sept établissements, dont trente-trois au niveau des commerces, transports ou services, neuf dans la construction, six dans l'industrie, cinq dans l'agriculture, la sylviculture ou la pêche, et quatre relatifs au secteur administratif, à l'enseignement, à la santé ou à l'action sociale.

### Entreprises
Créée en 1950, la dernière biscotterie artisanale de France, « la Chanteracoise », est implantée à Saint-Germain-du Salembre. Pour s'agrandir et faire face aux demandes de ses clients (production annuelle en hausse de 25 à 30 %), elle change de site en 2011, mais reste sur la commune. Pour faire face à la demande croissante de ses produits, notamment ceux issus de l'agriculture biologique, elle ouvre un deuxième site de production à Saint-Léon-sur-l'Isle en octobre 2016. En 2022, elle emploie 56 salariés et son chiffre d'affaires annuel est de 5,5 millions d'euros.

## Culture locale et patrimoine

### Lieux et monuments
- Propriété privée, le château de Saint-Germain-du-Salembre, XVe et XVIIe siècles, est inscrit aux monuments historiques depuis 1991. Il est bâti sur l'emplacement d'une ancienne villa gallo-romaine[66].
- Souterrain du Touron. Redécouvert en 1966, il est situé sous un tertre formant une plate-forme d'environ 20 × 10 mètres. On y accédait à l'origine par un escalier partant du sud du tertre et défendu par un trou de visée situé dans l'axe de l'entrée. Il desservait une première salle latérale dont l'entrée était surveillée par le trou de visée, puis une double salle terminale, laquelle possède dans sa paroi ouest un puits d'extraction de plan carré, avec paliers et rainures angulaires, remontant vers la surface. La désobstruction de ce puits a confirmé qu'il remontait jusqu'au sommet du tertre et qu'il pourrait être le résultat des déblaiements des matériaux d'extraction[67].
- L'église Saint-Germain, dédiée à Germain d'Auxerre[46], a la particularité de présenter deux nefs parallèles : une romane du XIIe siècle au nord, l'autre gothique du XVIe siècle au sud. Il ne reste plus de trace apparente de la partie fortifiée de cette église[68].

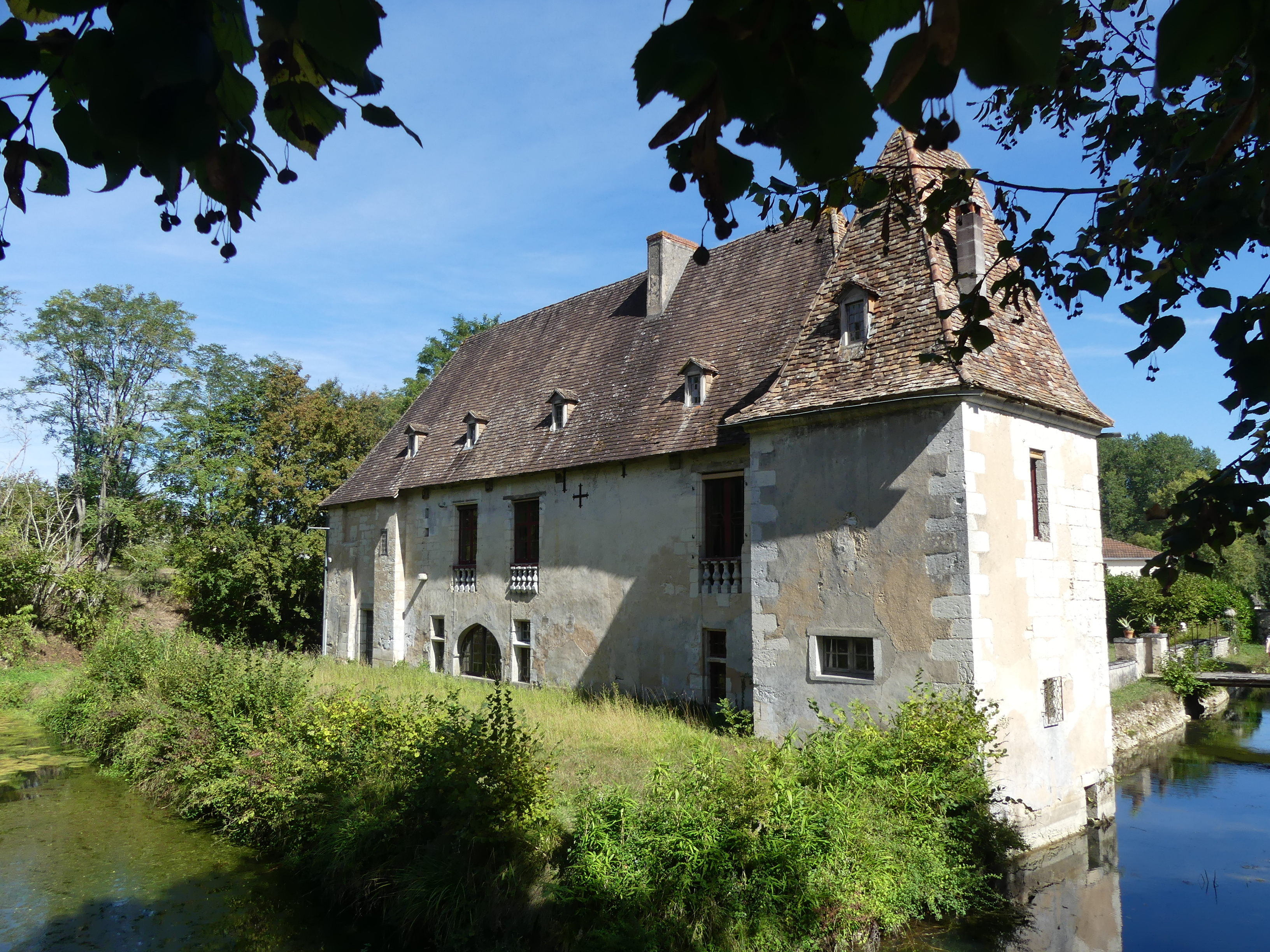
L'aile ouest du château et les douves.
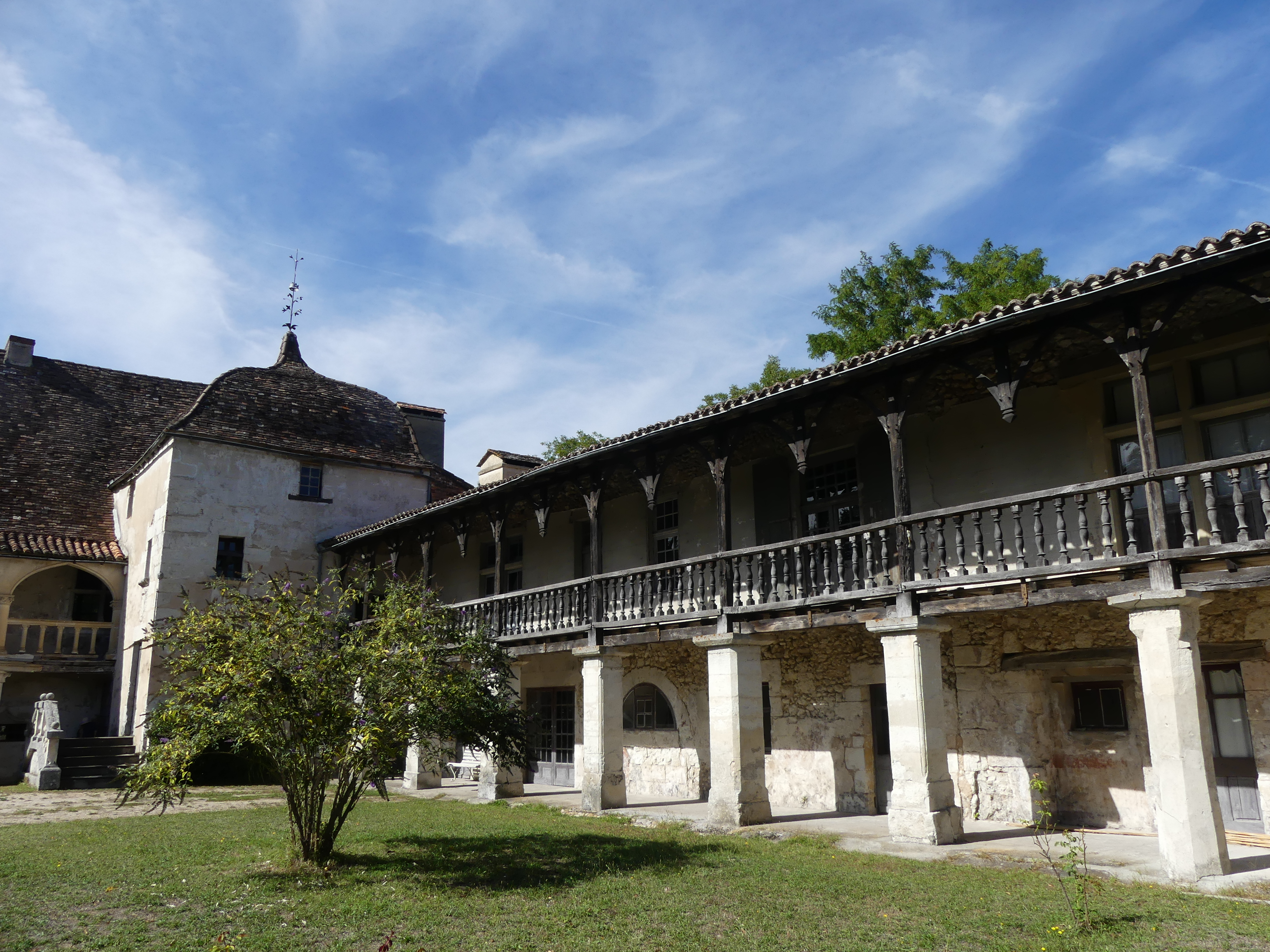
La tour d'escalier et l'aile nord du château.
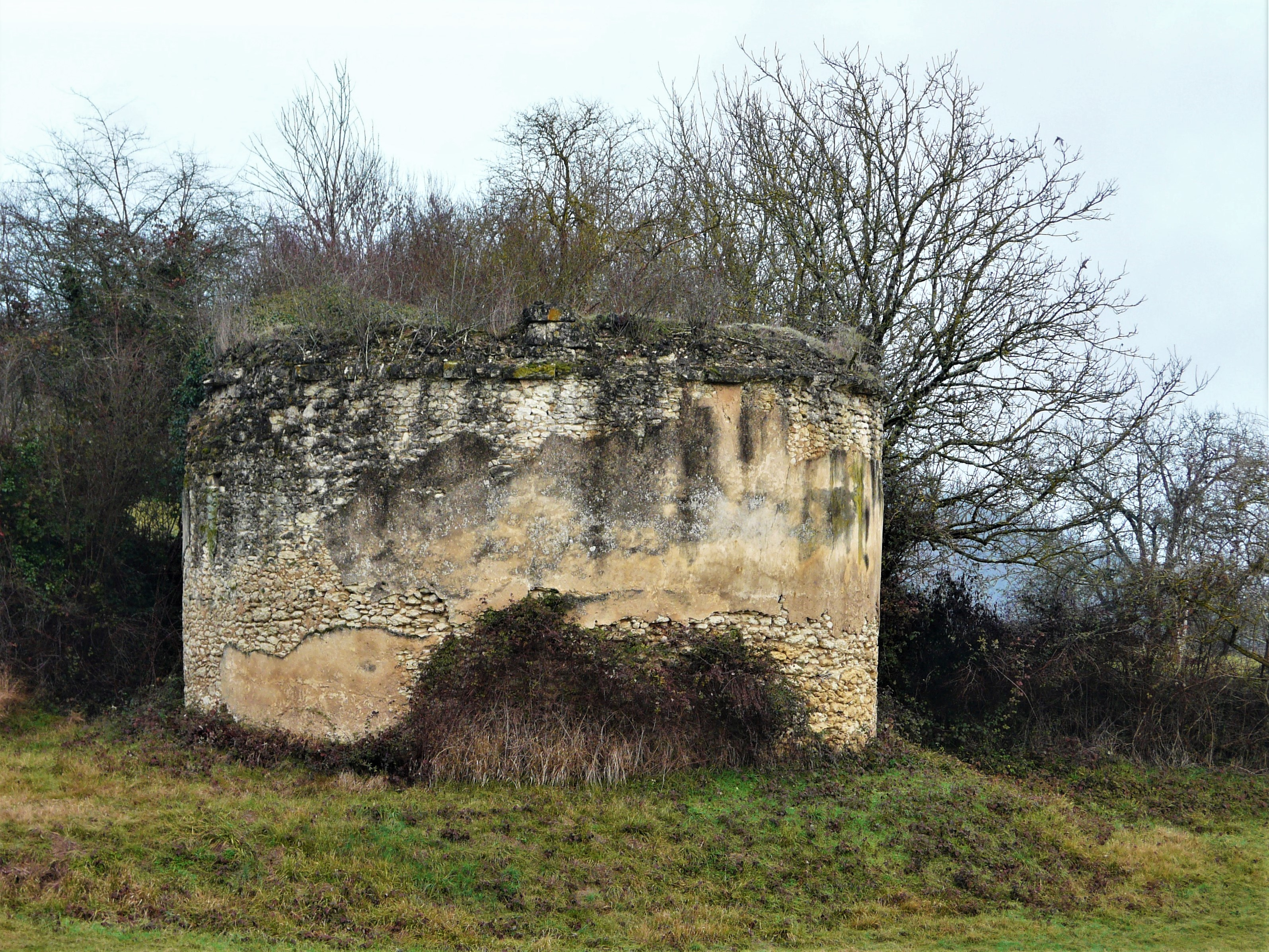
Vestiges de l'ancien pigeonnier castral.
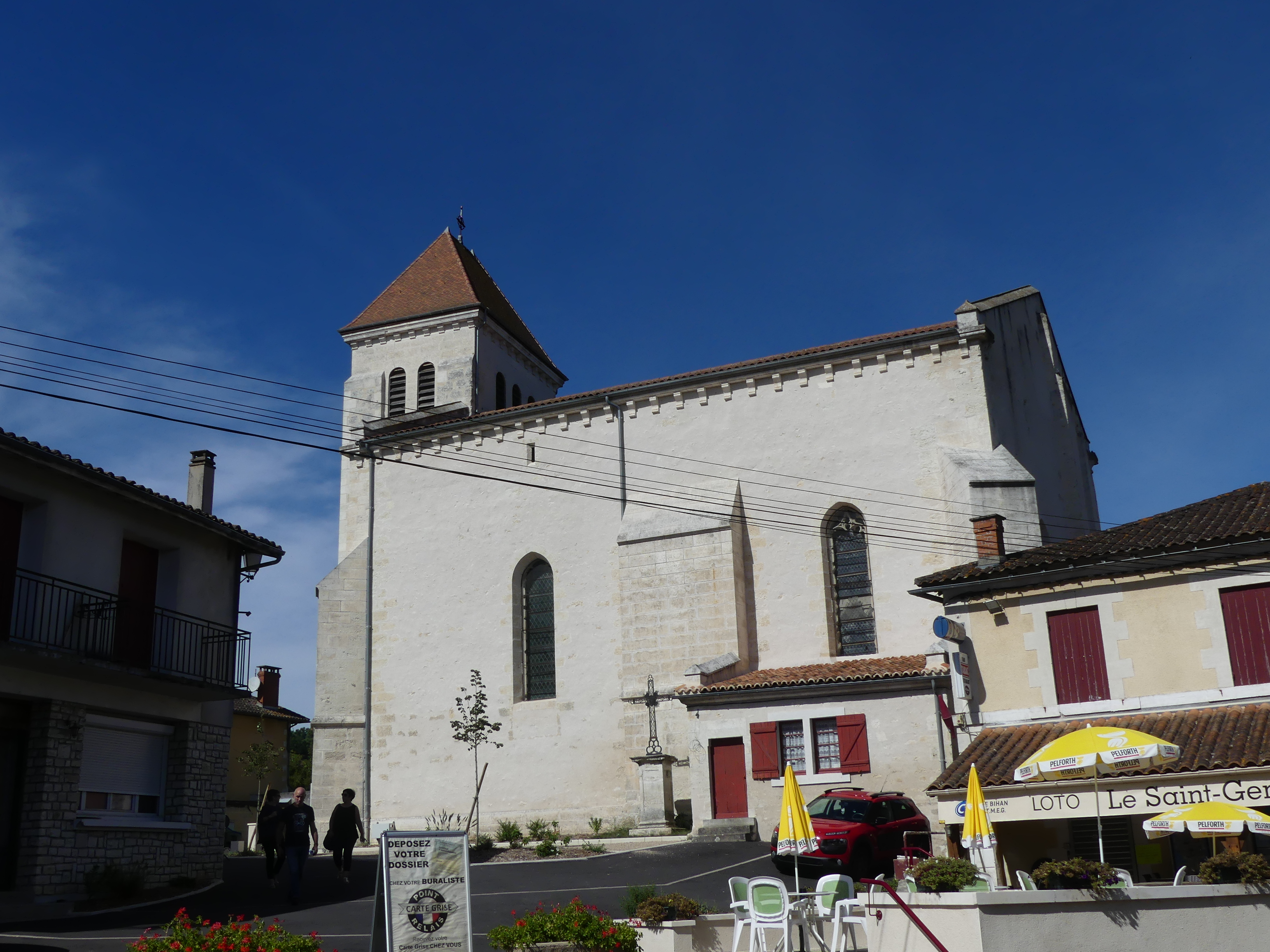
La façade sud de l'église Saint-Germain.
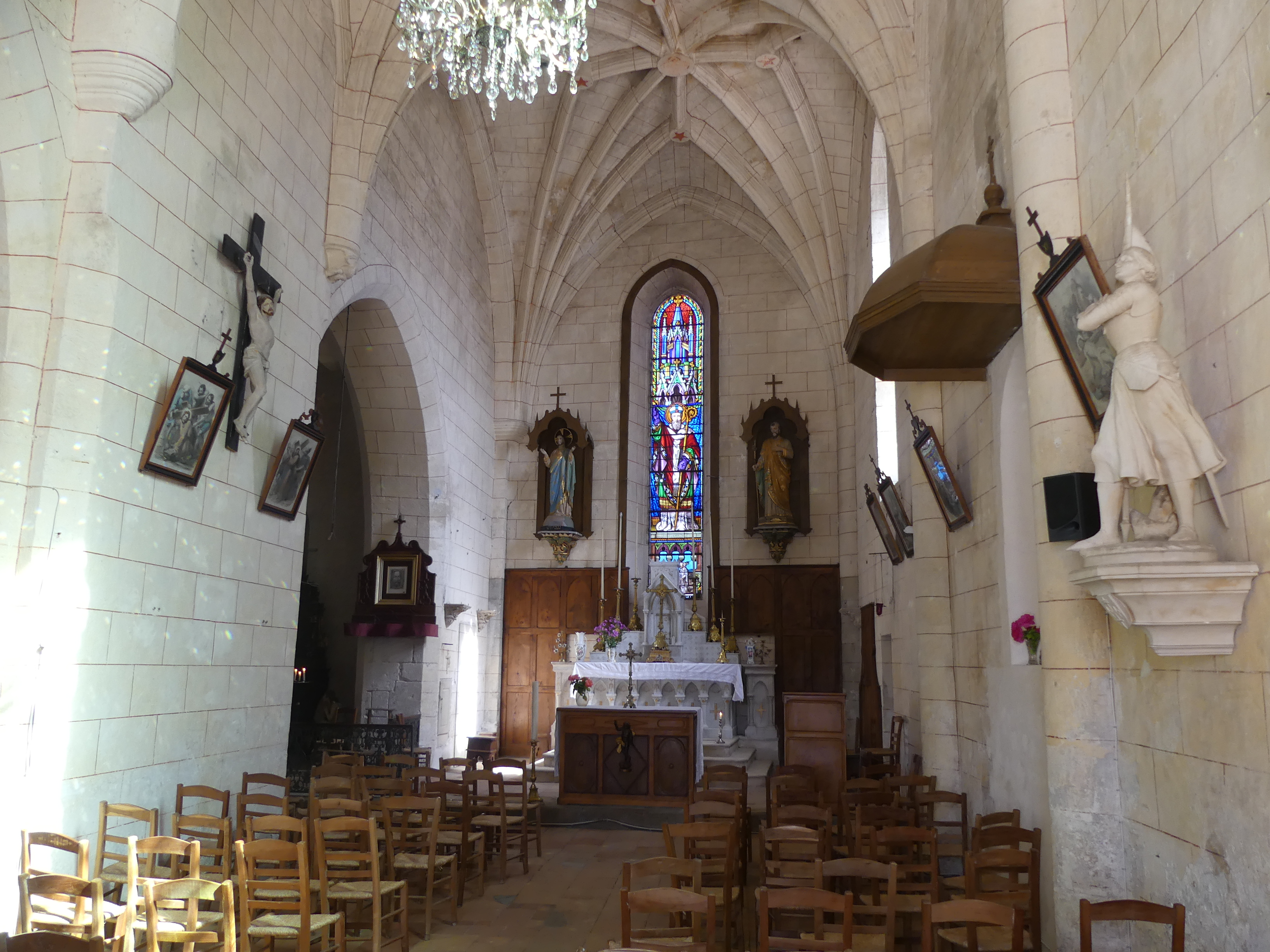
La nef sud.
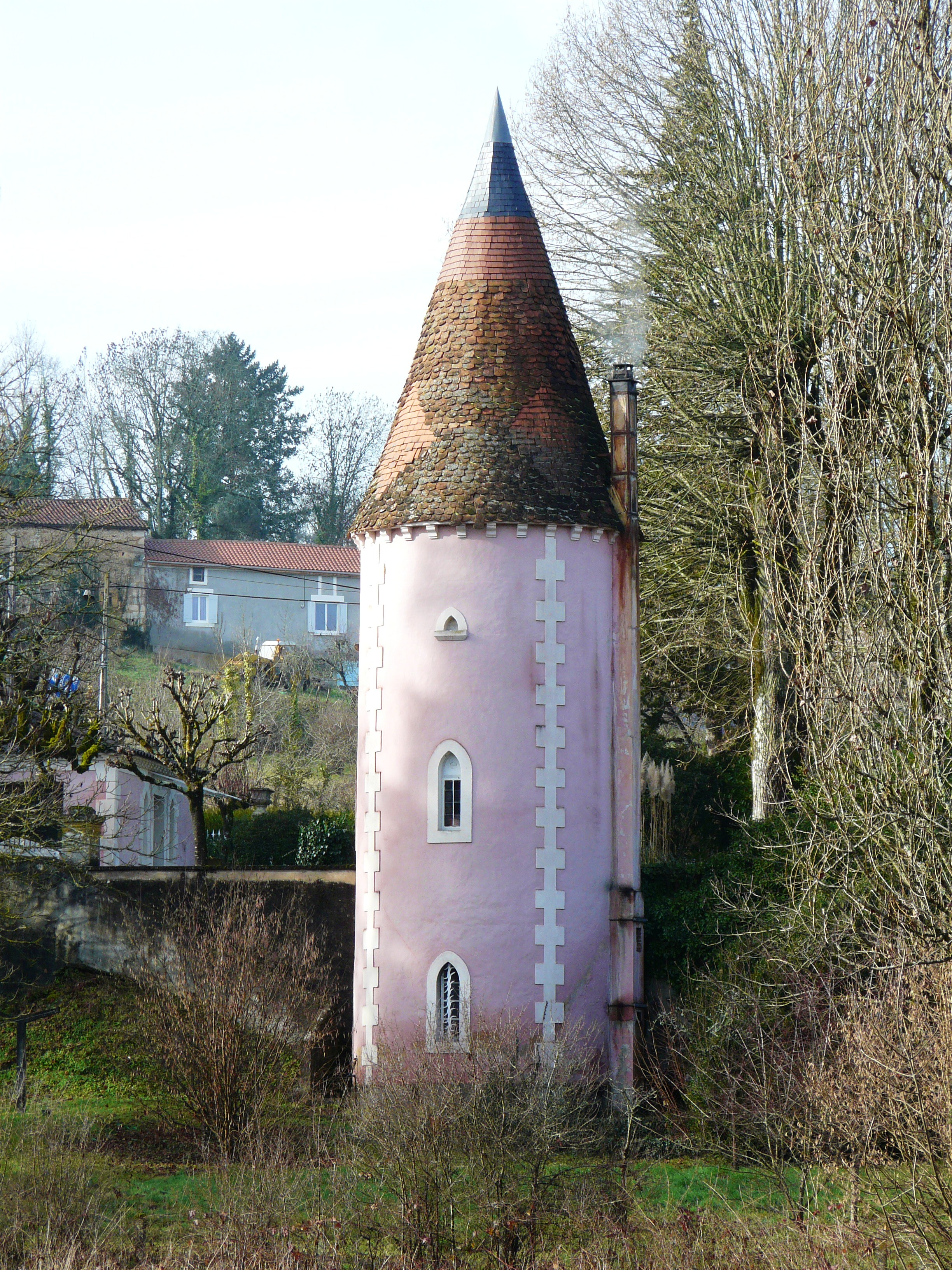
Tour à côté de l'ancienne usine Aster.
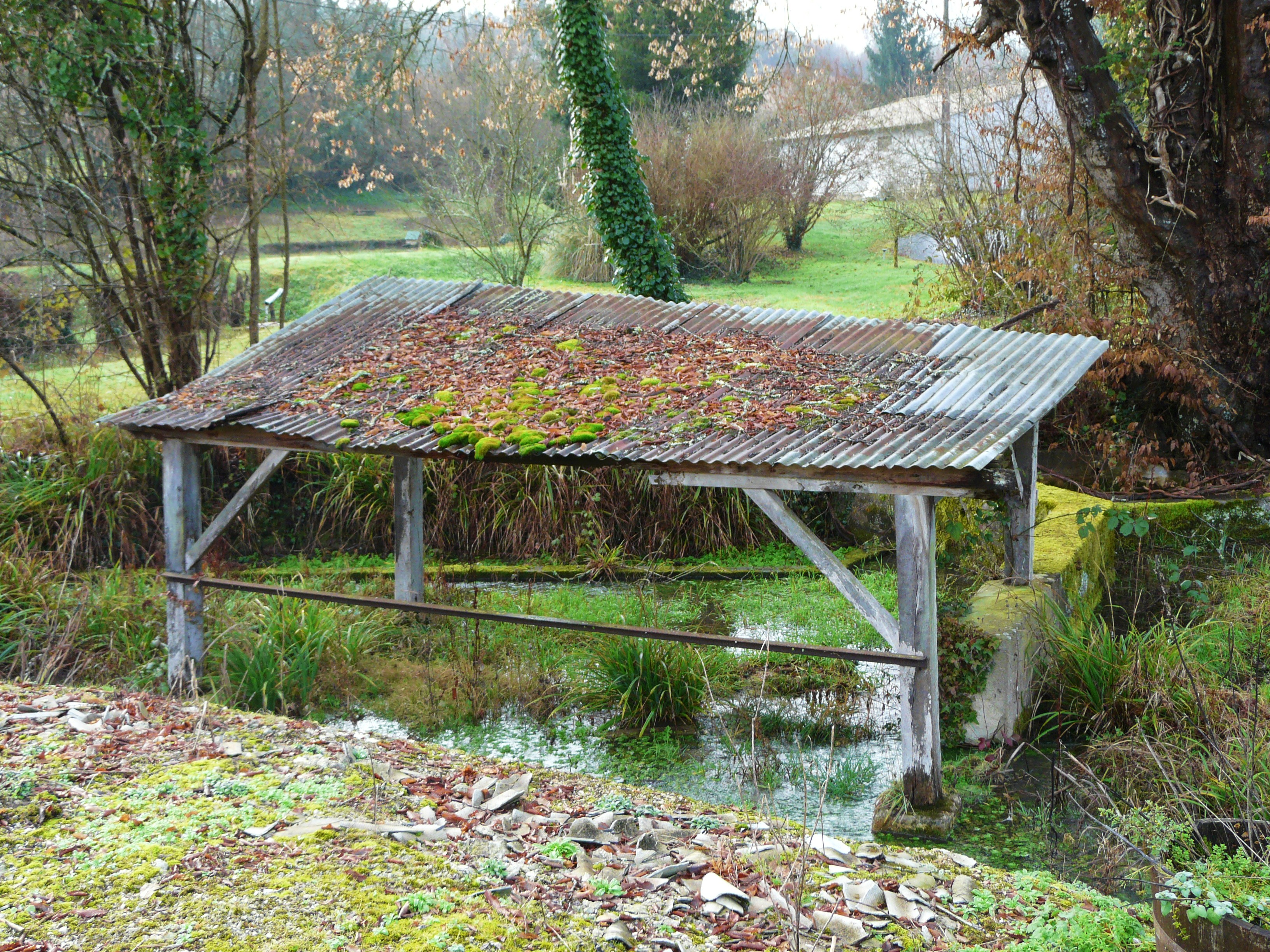
Lavoir sur la Maligne, en amont du bourg.

### Patrimoine naturel

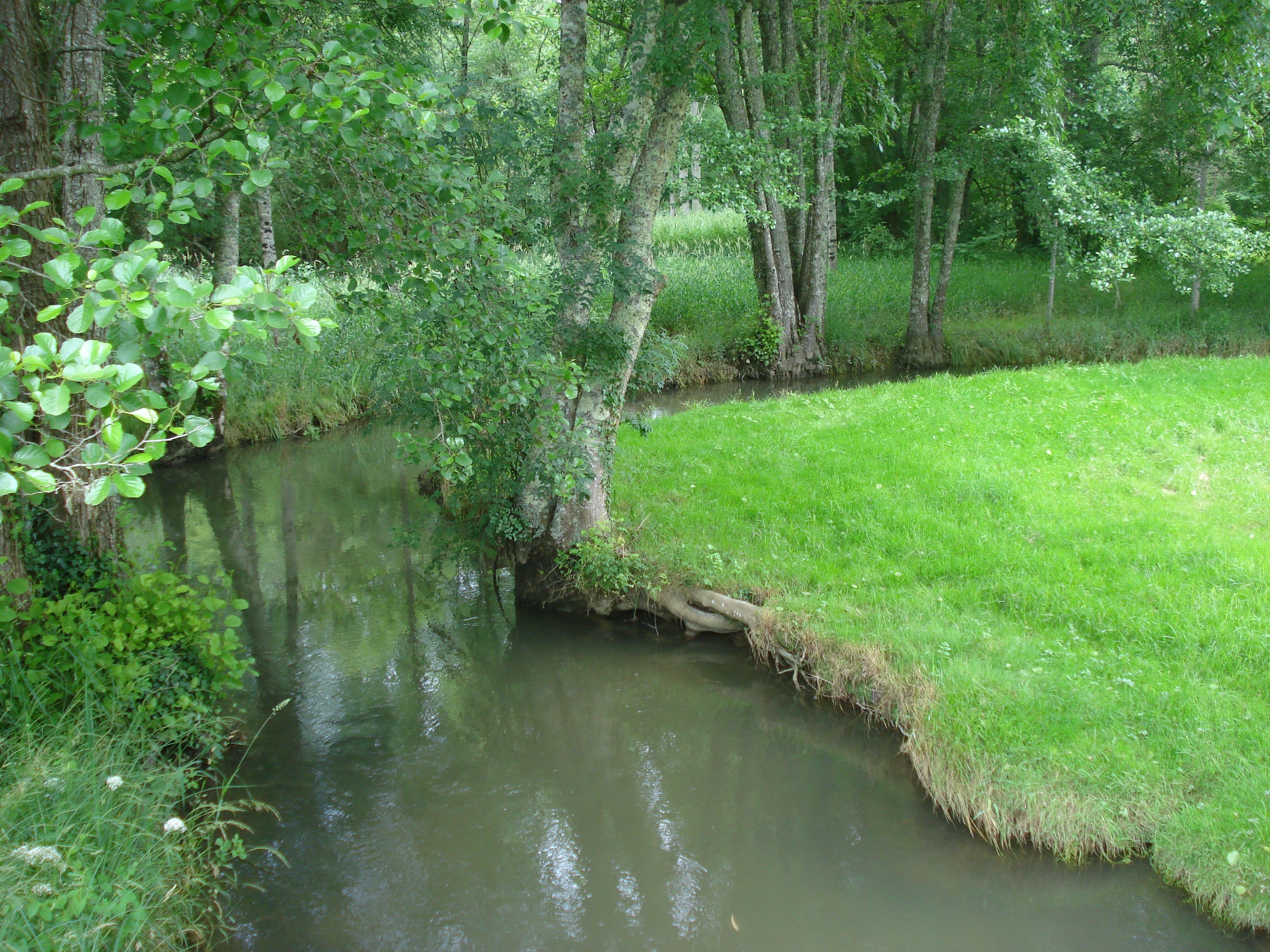
Le Salembre à Puy-de-Pont, en limite des communes de Neuvic et de Saint-Germain-du-Salembre.

Située à l'est de la forêt de la Double, et traversée par le Salembre, la commune représente un grand intérêt par sa faune et sa flore locales. Des zones de protection y sont donc délimitées.
Dans la totalité de sa traversée du territoire communal, le Salembre et sa vallée font partie de la zone naturelle d'intérêt écologique, faunistique et floristique (ZNIEFF) de type II de la « vallée de l'Isle de Périgueux à Saint-Antoine-sur-l'Isle, le Salembre, le Jouis et le Vern »,.
En bordure ouest du territoire communal, la vallée du Rieutord — affluent de la Beauronne — et celles de ses affluents sont doublement protégées : par la zone naturelle d'intérêt écologique, faunistique et floristique (ZNIEFF) de type II des « vallées et étangs de la Double »,, et par le réseau Natura 2000 pour les « vallées de la Double »,.

### Personnalités liées à la commune
- François Louis Poumiès de la Siboutie (1789-1863)[75], né le 8 juin 1789 à Saint-Germain-du-Salembre, médecin réputé exerçant à Paris, auteur de Mémoires publiés en 1910[76].
- Jean Cluseau-Lanauve (1914-1997), artiste peintre, est inhumé au cimetière de Saint-Germain-du-Salembre.

## Pour approfondir